# Samuel Greig
Pour les articles homonymes, voir Greig.

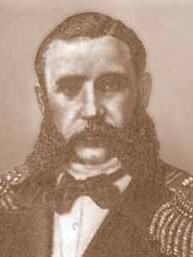
Samuel Greig, Ministre des Finances de Russie, (vers 1878)

Samuel Alexeïevitch Greig, né le 9 décembre 1827 (Nikolaïev Mykolaïv - Ukraine) et mort le 9 mars 1887 (Berlin), est un homme politique russe. Il fut ministre des Finances du 7 juillet 1878 au 27 octobre 1880.

## Famille
Samuel Alexeïevitch Greig est le petit-fils de l'amiral Samuel Karlovitch Greig (1736-1788) ce dernier se distingua à la bataille de Chesmé (1770), la bataille de Hogland (1788) et fils de l'amiral Alexeï Samuelovitch Greig (1775-1788) qui fit également une grande carrière dans la marine impériale de Russie.

## Distinctions
- Ordre de Saint-André